# San Luis Potosí Challenger 1990
Il San Luis Potosí Challenger 1990 è stato un torneo di tennis facente parte della categoria ATP Challenger Series nell'ambito dell'ATP Challenger Series 1990. Il montepremi del torneo era di $100 000 ed esso si è svolto nella settimana tra il 9 aprile e il 15 aprile 1990 su campi in terra rossa. Il torneo si è giocato a San Luis Potosí in Messico.

## Vincitori

### Singolare
Ricki Osterthun ha sconfitto in finale  MaliVai Washington con il punteggio di 6–4, 6–4.

### Doppio
Leonardo Lavalle /  Jorge Lozano hanno sconfitto in finale  Luis Herrera /  Guillermo Pérez Roldán con il punteggio di 5–7, 6–3, 6–2.